# Awanhard
Awanhard (ukrainisch Авангард; russisch Авангард / Awangard) ist eine Siedlung städtischen Typs im Süden der Ukraine, etwa 10 Kilometer westlich vom Stadtzentrum der Oblasthauptstadt Odessa und 30 Kilometer nordöstlich der Rajonshauptstadt Owidiopol entfernt.

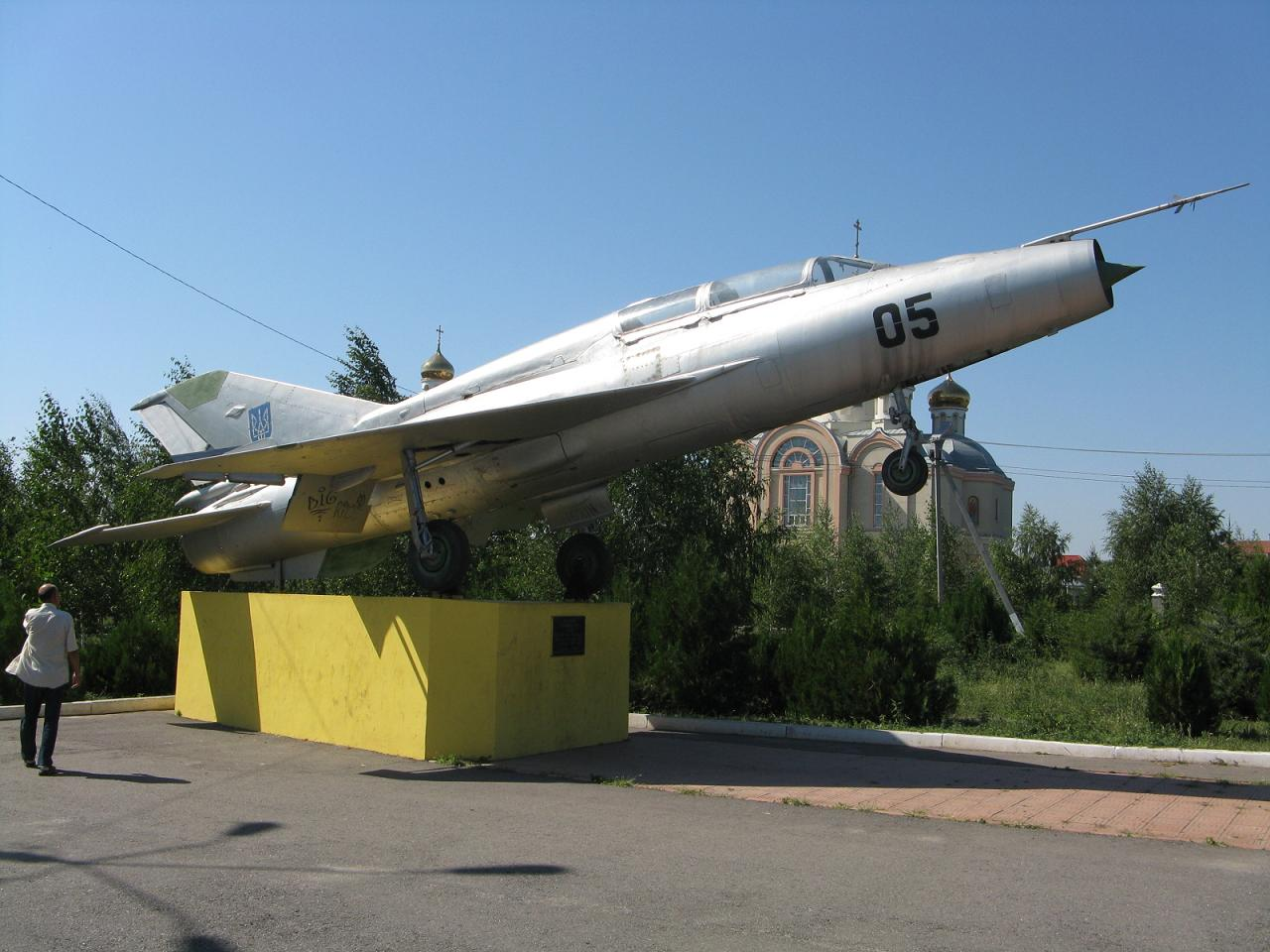
Ausgestelltes Flugzeug im Ort

## Geschichte
Die Siedlung entstand erst am 6. April 1995 und ist somit der jüngste Ort des Gebiets, sie entwickelte sich aus einer Vorortwohnsiedlung von Odessa.

## Verwaltungsgliederung
Am 26. Mai 2017 wurde die Siedlung zum Zentrum der neugegründeten Siedlungsgemeinde Awanhard (Авангардівська селищна громада/Awanhardiwska selyschtschna hromada). Zu dieser zählten auch noch das Dorf Prylymanske, bis dahin bildete sie die gleichnamige Siedlungsratsgemeinde Awanhard (Авангардівська селищна рада/Awanhardiwska selyschtschna rada) im Osten des Rajons Owidiopol.
Am 22. Dezember 2019 kam noch das Dorf Nowa Dolyna zum Gemeindegebiet.
Am 12. Juni 2020 kamen noch die Siedlung städtischen Typs Chlibodarske und die Ansiedlung Radisne zum Gemeindegebiet.
Seit dem 17. Juli 2020 ist sie ein Teil des Rajons Odessa.
Folgende Orte sind neben dem Hauptort Awanhard Teil der Gemeinde:
| Name                     | Name         | Name                          |
| ukrainisch transkribiert | ukrainisch   | russisch                      |
| ------------------------ | ------------ | ----------------------------- |
| Chlibodarske             | Хлібодарське | Хлебодарское (Chlebodarskoje) |
| Prylymanske              | Прилиманське | Прилиманское (Prilimanskoje)  |
| Nowa Dolyna              | Нова Долина  | Новая Долина (Nowaja Dolina)  |
| Radisne                  | Радісне      | Радостное (Radostnoje)        |